# オゼッラ・FA1E
オゼッラ・FA1E (Osella FA1E) はオゼッラ・スクアドラ・コルセが1983年のF1世界選手権に投入したフォーミュラ1カー。デザイナーはトニー・サウスゲート。
FA1Eはアルファロメオ製エンジンを搭載した初の車であり、技術的に問題があり、信頼性に欠ける車であった。完走したのは3度のみで、いずれもポイント圏外であった。最高成績は10位。

## 概要

### 背景
アルファロメオ製エンジンを使用するという決定は、従来のコスワースDFVエンジンはもはやフェラーリ、ホンダ、TAG-ポルシェのターボエンジンと競合できなかったことから実現した。コスワースは1983年中頃から新型のより強力なバージョンであるDFYを提供していたが、DFVより20馬力から30馬力ほどしか上回ることができず、しかも開発コストを負担した一部のチームにしか提供されなかった。オゼッラはそれらの中に含まれなかった。オゼッラはアルファロメオから旧型の自然吸気エンジンを受け取った。これを搭載したFA1Eは過渡的なモデルであり、ターボエンジン搭載のFA1Fが投入されるまでの場つなぎ的役割を果たした。

### 開発
FA1Eは前作のFA1Dとは異なり、コスワースDFV V型8気筒エンジンに代わってアルファロメオ1260 V型12気筒エンジンを搭載した。しかしながら、エンジン以外の部分はほとんど同一であり、モノコックやサスペンションも同じで、ボディパーツも同様であった。改修を担当したのはトニー・サウスゲートであった。
アルファロメオのティーポ1260は3.0リッターの自然吸気、バンク角60度のV型12気筒エンジンであった。このエンジンは1979年にアルファロメオのワークスチームが初めて実戦に投入し、82年まで使用した物であった。アルファロメオのワークスチームは1983年からターボエンジンを使用していたため、その後は使用されていなかった。エンツォ・オゼッラは自らのファクトリーで数台のエンジンブロックを引き継いだ。アルファロメオはもはや自然吸気エンジンの開発を停止していたため、その技術レベルは時代遅れの物であった。アルファの自然吸気エンジンのパフォーマンスレベルはDFYに相当する物であったが、重量はDFVやDFYよりも相当重く、燃料消費も多かったためパフォーマンス上の利点は帳消しとなった。加えて、ティーポ1260はDFYよりも信頼性に欠けていた。それまでのアルファロメオのファクトリーチームと同様、1983年のオゼッラはトラブルの大半がエンジントラブルであった。
FA1Eは3台が製作された。1号車はFA1Dから改修された。これは新しいエンジンを搭載してその他の部分を調整した物であった。残る2台は新造された。そのため、1号車とは細部で異なる点が多い。

## レース戦績

### 1983年
FA1Eの1号車は第4戦サンマリノGPでピエルカルロ・ギンザーニに与えられた。そこから第8戦カナダGPまでギンザーニのみがFA1Eを、セカンドドライバーのコラード・ファビがFA1Dをドライブした。ギンザーニは4戦で予選落ちし、唯一予選を通過したデトロイトGPも4周目にオーバーヒートでリタイアとなった。2人ともFA1Eを使うようになったのは第9戦イギリスGPからであった。ギンザーニは新造された2号車を使用したがリタイアとなった。その後の6戦でギンザーニは3号車を使用し、5戦で予選通過したが、完走したのはオーストリアGPの11位のみであった。ファビは7戦でFA1Eを使用し予選通過は4回、2度の完走を果たし、オーストリアではチームメイトのギンザーニを上回る10位、オランダGPでは11位でフィニッシュしている。なお、当時ATSのデザイン主任だったグスタフ・ブルナーはFA1Eを「1983年シーズンにおける最悪の車だろう」だと評した。

### 1984年
1984年でFA1Eが使用されたのは1回のみで、ヨー・ガルトナーがセカンドドライバーとしてデビューしたサンマリノGPで使用された。チームメイトのギンザーニは既にターボエンジン搭載の新型FA1Fを使用していたが、ガルトナーは旧型でそのギンザーニを上回り最下位グリッドながら26位で予選を通過した。決勝レースでは47周目にトランスミッショントラブルでリタイアした。

## F1における全成績
(key) （太字はポールポジション）
| 年     | チーム                       | エンジン                    | タイヤ | No. | ドライバー               | 1   | 2   | 3   | 4   | 5   | 6   | 7   | 8   | 9   | 10  | 11  | 12  | 13  | 14  | 15  | 16  | ポイント | 順位 |
| ------ | ---------------------------- | --------------------------- | ------ | --- | ------------------------ | --- | --- | --- | --- | --- | --- | --- | --- | --- | --- | --- | --- | --- | --- | --- | --- | -------- | ---- |
| 1983年 | オゼッラ・スクアドラ・コルセ | アルファロメオ 1260 3.0 V12 | M      |     |                          | BRA | USW | FRA | SMR | MON | BEL | DET | CAN | GBR | GER | AUT | NED | ITA | EUR | RSA |     | 0        | NC   |
| 1983年 | オゼッラ・スクアドラ・コルセ | アルファロメオ 1260 3.0 V12 | M      | 31  | コラード・ファビ         |     |     |     |     |     |     |     |     | DNQ | DNQ | 10  | 11  | Ret | DNQ | Ret |     | 0        | NC   |
| 1983年 | オゼッラ・スクアドラ・コルセ | アルファロメオ 1260 3.0 V12 | M      | 32  | ピエルカルロ・ギンザーニ |     |     |     | DNQ | DNQ | DNQ | Ret | DNQ | Ret | Ret | 11  | DNQ | Ret | Ret | Ret |     | 0        | NC   |
| 1984年 | オゼッラ・スクアドラ・コルセ | アルファロメオ 1260 3.0 V12 | P      |     |                          | BRA | RSA | BEL | SMR | FRA | MON | CAN | DET | DAL | GBR | GER | AUT | NED | ITA | EUR | POR | 2*       | 12位 |
| 1984年 | オゼッラ・スクアドラ・コルセ | アルファロメオ 1260 3.0 V12 | P      | 30  | ヨー・ガルトナー         |     |     |     | Ret |     |     |     |     |     |     |     |     |     |     |     |     | 2*       | 12位 |

- FA1Fによるポイントも含む。

## 参照
1. ↑  Cimarosti: Das Jahrhundert des Rennsports. 1997, S. 327. DFYエンジンは1983年中盤からマクラーレン、ティレル、ウィリアムズによって使用された。
2. 1 2  Hodges: A–Z of Grand Prix Cars. 2001, S. 185.
3. ↑  Cimarosti: Das Jahrhundert des Rennsports. 1997, S. 327.
4. ↑  Motorsport aktuell. Heft 20, 1984, S. 9.
5. ↑  Cimarosti: Das Jahrhundert des Rennsports. 1997, S. 314 und 342.
6. ↑  Ménard: La grande Encyclopédie de la Formule 1. 2000, S. 462.
7. ↑  Hodges: Rennwagen von A–Z nach 1945. 1994, S. 205.
8. ↑  Motorsport aktuell. Heft 29, 1984.